# Gavieira
Gavieira es una freguesia portuguesa del concelho de Arcos de Valdevez, con 57,56 km² de superficie y 446 habitantes (2001). Su densidad de población es de 7,7 hab/km².

## Galería

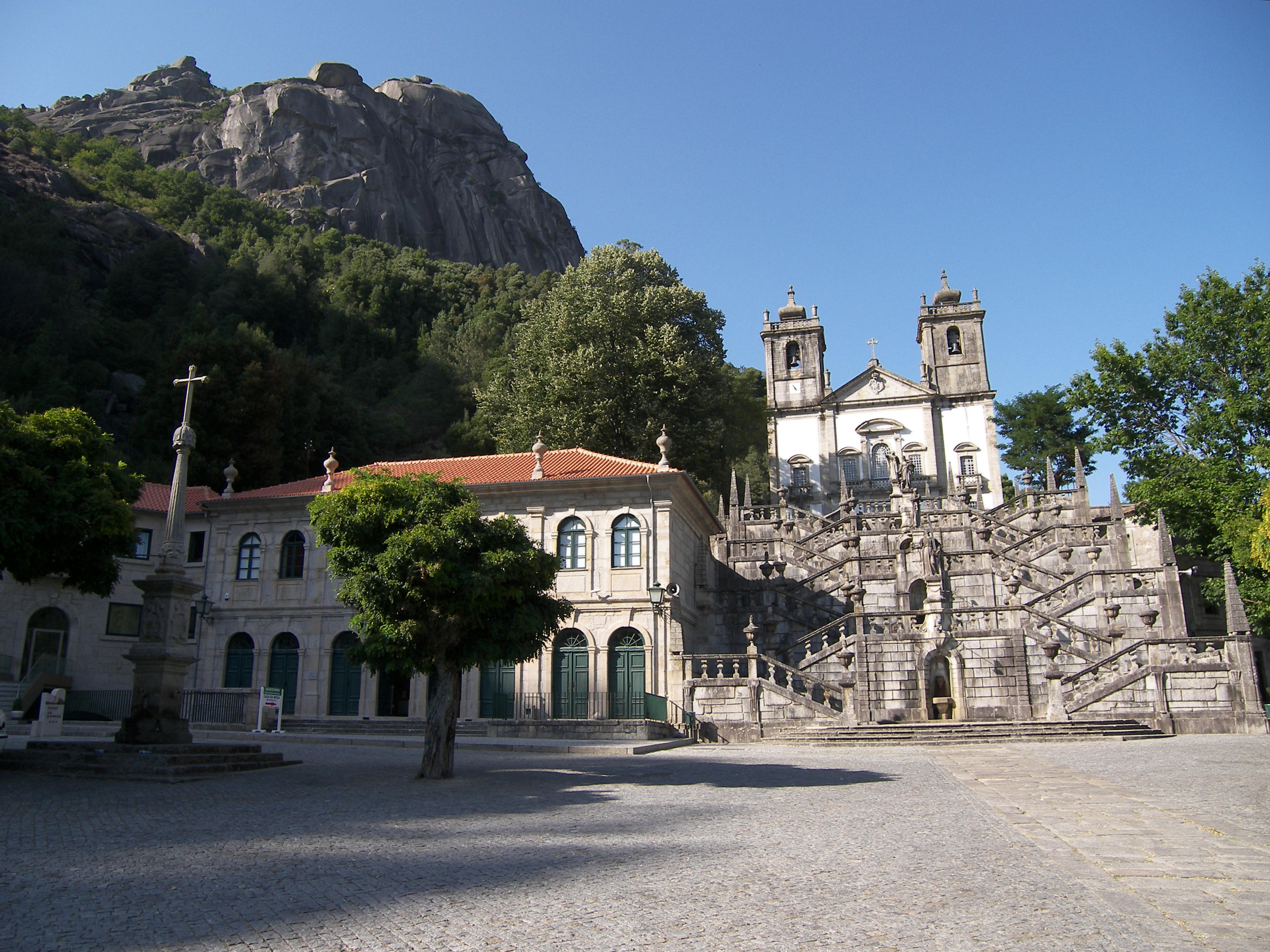
Santuário da Senhora da Peneda.